# Fernando Giner i Gil
Fernando Giner Gil és un exfutbolista professional valencià. Va nàixer a Alboraia (l'Horta Nord, País Valencià, el 31 de desembre de 1964. Jugava de defensa central, quasi tota la seua carrera esportiva la va desenvolupar al València CF i era conegut com a El Xufa. Va ser internacional amb la selecció espanyola.

## Trajectòria

### Com jugador de club
Giner era un defensa central esquerrà que destacava per la contundència del seu joc per damunt de la seua qualitat tècnica. Era un jugador molt difícil de superar per alt i la seua gran velocitat li va permetre ser molt eficaç tallant el joc del rival encara que a vegades feia fortes entrades que li valien nombroses amonestacions.
Es va formar al planter del València CF, debutant en el primer equip uns dies abans de complir 18 anys (el 5 de desembre de 1982. Malgrat haver debutat tan prompte, la seua presència al primer equip no va ser gaire habitual fins a la temporada 1986-1987. Aquella temporada el València CF jugava en segona divisió a causa de la greu crisi econòmica que arrossegava des de la celebració del Mundial 82, el que va motivar que el club venera els jugadors més importants i començara un nou projecte esportiu basat en jugadors del planter.
Un d'ells era Giner que va esdevenir indiscutible aquell any. Després del ràpid retorn a la primera divisió va viure un període de vuit temporades en les quals va ser titular indiscutible, excepte quan les lesions o les sancions ho impedien. Aquella època va coincidir amb el ressorgiment del València CF, el qual va tornar a consolidar-se com un dels grans equips de la lliga.
Va sorprendre que no el renovaren en acabar la temporada 1994-1995, de manera que Giner va acabar recalant en el Real Sporting de Gijón on va jugar dues discretes temporades.
Una vegada acabat el compromís amb el club asturià i ja amb 33 anys va acceptar una oferta de l'Hèrcules CF en la segona divisió. Després, va fitxar pel Llevant UE de la Segona B. Allí es va retirar com a jugador, passant a formar part del cos tècnic.

### Selecció espanyola
Va ser internacional amb Espanya en la categoria sub-21, amb la qual va participar en el partit d'anada de les semifinals de la Eurocopa de 1986 davant Hongria. Va ser internacional amb la selecció absolluta en onze partits. Va debutar el 17 d'abril de 1991 contra Romania. Tot i que era un habitual en les convocatòries durant la fase classificatòria del Mundial de 1994, no va ser inclòs a la llista definitiva del seleccionador Javier Clemente.

### Després de la retirada
Després de finalitzar la seva carrera en el Llevant UE va passar a formar part del quadre tècnic del club, on va ser segon entrenador amb Carlos Granero. També va ser entrenador de futbol base a l'Escola de Futbol El Planter, dirigida per Fernando Gómez, el seu excompany en el València C. F. La temporada 2006-07 va prendre per primera vegada les regnes d'un equip, el CE Olímpic de Xàtiva, club llavors de la Regional Preferent valenciana, amb el qual va aconseguir l'ascens a Tercera Divisió. No obstant, va ser cessat al començament de la següent campanya. A la temporada 2008-09 va dirigir al filial del C. E. Castelló a la Tercera División, però els mals resultats van motivar la seva destitució al febrer de 2009.
Paral·lelament a la seva carrera esportiva, des de la seva retirada ha estat vinculat activament al món de la política. Ha estat assessor d'esports de la Diputació de València i regidor d'esports de l'ajuntament d'Alboraia. També ha realitzat alguns treballs relacionats amb el món de la comunicació, sent comentarista esportiu a Canal Nou. També va publicar, amb el periodista Carlos Urrutia, el llibre El fútbol más divertido', que recollia les anècdotes de la seva carrera professional.
Ha jugat a la Lliga de futbol indoor amb els veterans del València. Al febrer de 2009 va ser elegit president de l'Associació de Futbolistes del València. Actualment, ocupa la presidència de l'Associació Espanyola de Futbolistes Internacionals, anomenada Leyendas España.
Va ser membre del consell d'administració del València presidit per Manuel Llorente. Va ser nomenat vicepresident esportiu i, després de la dimissió del president el 5 d'abril del 2013, va realitzar la funció de president del club fins al nomenament de Vicente Andreu, també en funcions.
Des de 2013 és president de l'Associació de Futbolistes del València C. F., associació independent que vetlla pels interessos dels veterans del club. Va ser reelegit el 2017 i el 2021.

## Clubs
- València CF - 1982-1995 – Primera divisió (excepte 1986-1987 en Segona divisió)
- Real Sporting de Gijón - 1995-1997 – Segona divisió
- Hèrcules CF - 1997-1998 – Segona divisió
- Llevant UE - 1998-2000 – Segona B